# Lista de herdeiros do trono grego
Esta é uma lista de indivíduos que foram, em dado período de tempo, considerados os herdeiros do trono do Reino da Grécia (1832–1924; 1935–1973), em caso de abdicação ou morte do monarca incumbente. Os herdeiros (presuntivos ou aparentes) que, de fato, sucederam ao monarca grego são representados em negrito.
A lista inclui nobres a partir de 1832, quando a Grécia implantou o regime monárquico após uma complexa guerra de independência. Na ocasião, após uma série de acordos diplomáticos com outras nações europeias, Otão de Wittelsbach, Príncipe da Bavária foi coroado como Rei dos Helenos. Em 1844, herdeiros católicos romanos e protestantes foram excluídos da linha de sucessão helênica e, em 1867, Otão I foi deposto pela Assembleia Nacional Grega e substituído por Jorge I, da Casa de Glücksburg.
Nobres da Casa de Glücksburg assumiram sucessivamente o trono helênico até 1924, quando a monarquia foi abolida e o monarca de então expulso do país. Pouco mais de uma década depois, em 1936, o governo monárquico foi restaurado e permaneceu vigente até a instauração de um governo republicano parlamentarista em 1973. Paulo, Príncipe Herdeiro da Grécia (nascido em 1967) foi o último herdeiro aparente ao trono grego, filho varão mais velho de Constantino II e Ana Maria.

## Herdeiros ao trono grego
| Monarca        | Herdeiro                       | Condição            | Relação com o monarca | Período                | Período                |
| -------------- | ------------------------------ | ------------------- | --------------------- | ---------------------- | ---------------------- |
| Otão           | Leopoldo Carlos                | Herdeiro presuntivo | Irmão                 | 27 de maio de 1832     | 18 de março de 1844    |
| Jorge I        | Constantino, Príncipe Herdeiro | Herdeiro aparente   | Filho                 | 2 de agosto de 1868    | 18 de março de 1913    |
| Constantino I  | Jorge, Príncipe Herdeiro       | Herdeiro aparente   | Filho                 | 18 de março de 1913    | 11 de junho de 1917    |
| Constantino I  | Alexandre                      | Herdeiro presuntivo | Filho                 | 18 de março de 1913    | 11 de junho de 1917    |
| Constantino I  | Jorge, Príncipe Herdeiro       | Herdeiro aparente   | Filho                 | 19 de dezembro de 1920 | 27 de setembro de 1922 |
| Jorge II       | Paulo, Príncipe Herdeiro       | Herdeiro presuntivo | Irmão                 | 27 de setembro de 1922 | 1 de abril de 1947     |
| Paulo I        | Constantino, Príncipe Herdeiro | Herdeiro aparente   | Filho                 | 1 de abril de 1947     | 6 de março de 1964     |
| Constantino II | Princesa Irene                 | Herdeira presuntiva | Irmã                  | 6 de março de 1964     | 10 de julho de 1965    |
| Constantino II | Princesa Alexia                | Herdeira presuntiva | Filha                 | 10 de julho de 1965    | 20 de maio de 1967     |
| Constantino II | Paulo, Príncipe Herdeiro       | Herdeiro aparente   | Filho                 | 20 de maio de 1967     | 1 de junho de 1973     |